# Копина Юрій Ярославович
Ю́рій Яросла́вович Копи́на (нар. 4 липня 1996, с. Малечковичі, Пустомитівський район, Львівська область, Україна) — український футболіст, опорний півзахисник львівського «Руху».

## Життєпис

### Ранні роки
Вихованець ДЮСШ львівських «Карпат», «Львова» та харківського «Металіста». Із 2009 по 2012 рік провів у чемпіонаті ДЮФЛУ 56 матчів, забивши 6 голів.
29 серпня 2012 року дебютував у юнацькій (U-19) команді «Металіста» у виїзному матчі проти донецького «Шахтаря». За молодіжну (U-21) команду дебютував 25 листопада того ж року в домашньому поєдинку із сімферопольською «Таврією». У сезоні 2013/14 у складі команди U-19 став золотим призером чемпіонату.

### Клубна кар'єра
23 квітня 2016 року дебютував у Прем'єр-лізі у виїзному матчі «Металіста» проти дніпродзержинської «Сталі», замінивши на 74-й хвилині Ігоря Харатіна.
Із серпня 2016 року виступав за аматорський клуб «Львів» у турнірах ААФУ.
Взимку 2017 року підписав піврічний контракт з «Рухом».

## Статистика
Статистичні дані наведено станом на 6 листопада 2016 року
| Клуб       | Ліга         | Сезон   | Чемпіонат | Чемпіонат | Кубок | Кубок | U-21 | U-21 |
| Клуб       | Ліга         | Сезон   | Ігри      | Голи      | Ігри  | Голи  | Ігри | Голи |
| ---------- | ------------ | ------- | --------- | --------- | ----- | ----- | ---- | ---- |
| «Металіст» | Прем'єр-ліга | 2012/13 |           |           |       |       | 12   | 0    |
| «Металіст» | Прем'єр-ліга | 2013/14 |           |           |       |       | 16   | 1    |
| «Металіст» | Прем'єр-ліга | 2014/15 |           |           |       |       | 16   | 2    |
| «Металіст» | Прем'єр-ліга | 2015/16 | 1         | 0         |       |       | 20   | 1    |
| «Львів»    | ААФУ         | 2016/17 | 10        | 2         | 4     | 0     |      |      |